# Mannar
Mannar (en tamil: மன்னார் ) es una ciudad de Sri Lanka capital del distrito homónimo en la provincia del Norte.

## Geografía
Se encuentra a una altitud de 6 m s. n. m. a 256 km de la capital nacional, Colombo, en la zona horaria UTC +5:30.

## Historia
El distrito de Mannar es el único distrito costero de Sri Lanka que no fue afectado por el tsunami del Terremoto del océano Índico de 2004.

## Demografía
Según estimación 2011 contaba con una población de 36 442 habitantes.

## Cultura

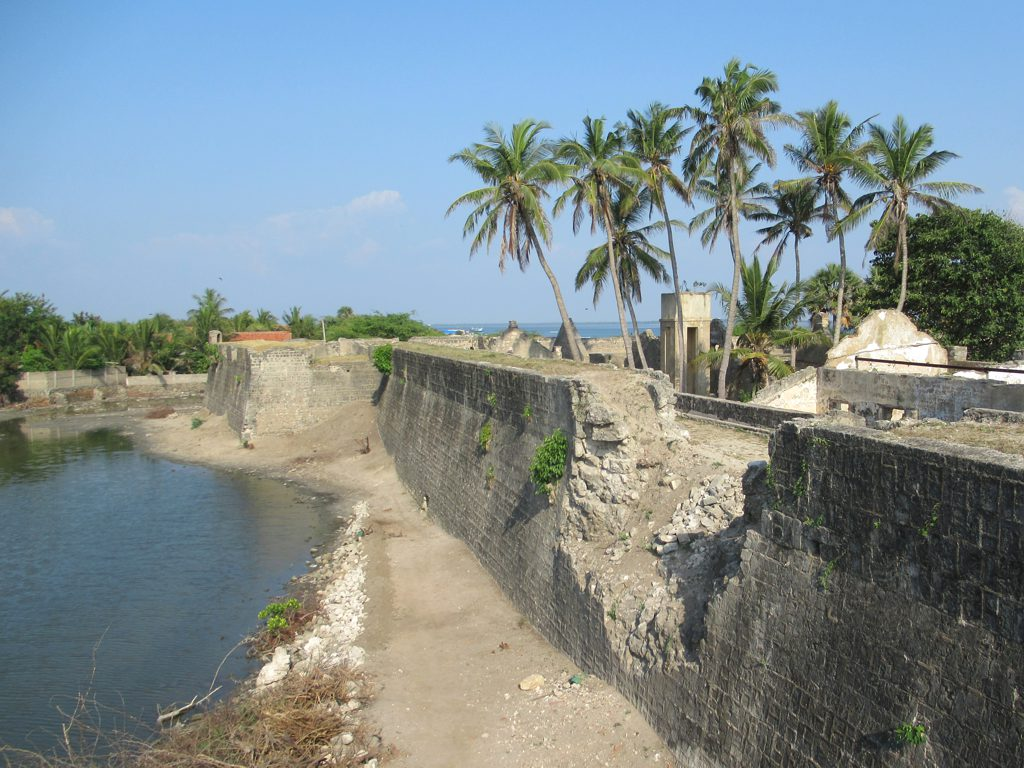
Fortaleza de Mannar

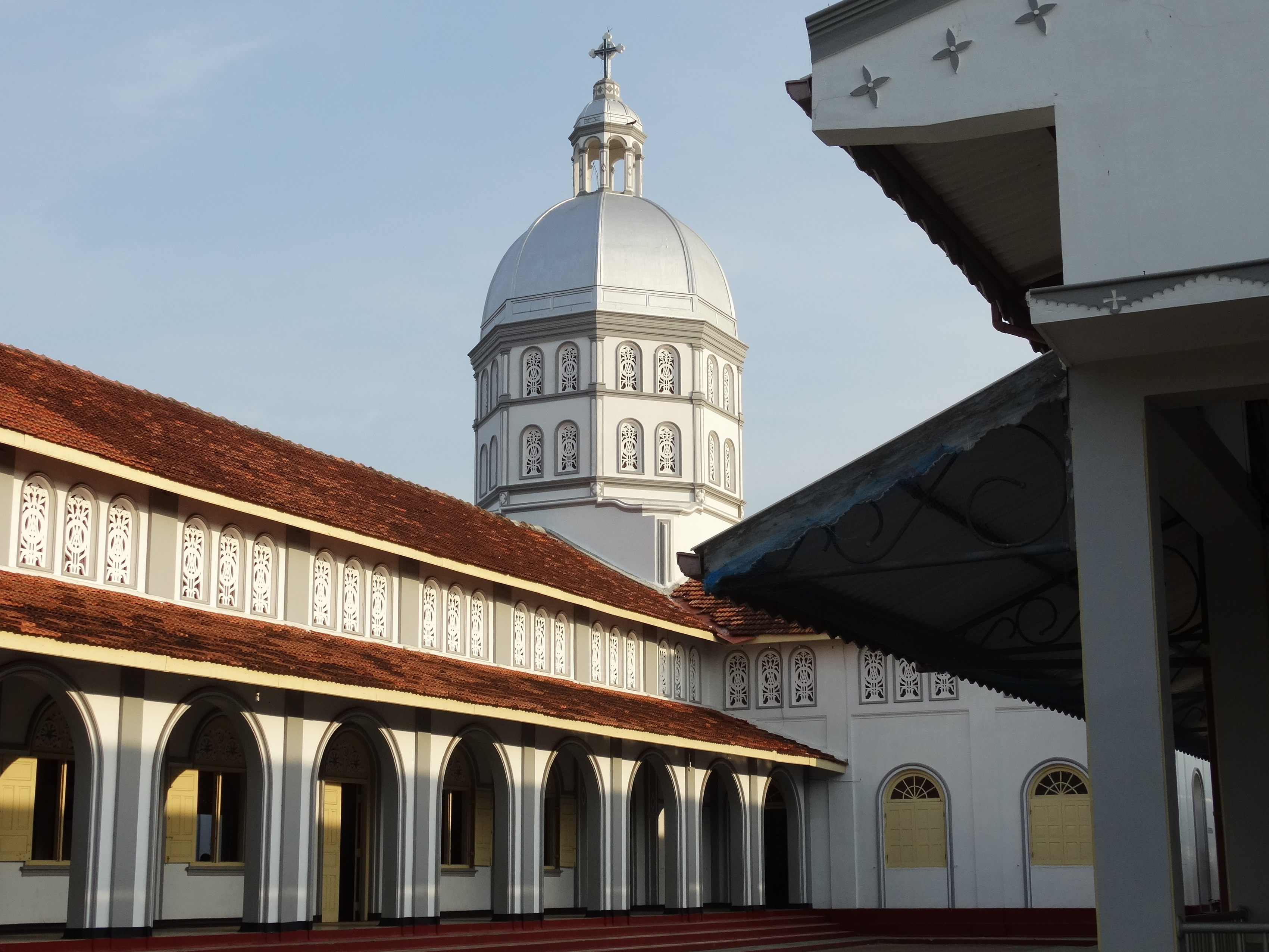
Catedral de San Sebastián

El edificio histórico más marcado es la fortaleza fundada por los portugueses en 1560. La Catedral de San Sebastián es la sede de la Diócesis de Mannar.